# Walter Benedict
Walter Benedict va ser un condottiero anglès, conegut a Catalunya per Gualter Beneset o Gualter Beneit.
Pere el Cerimoniós el feu comte d'Arborea en 1371 i el contractà, amb els fons aconseguits a les Corts de Tortosa de 1371 amb la seva host de mil llancers a cavall, 500 arquers i 1000 infants anglesos i gascons, en un estol capitanejat per Olf de Pròixida per socórrer les ciutats que li quedaven a Sardenya i combatre la revolta del jutge d'Arborea, però fou desbaratat pels genovesos quan es dirigia d'Itàlia a Toló per embarcar-se cap a l'illa (1372).
Posteriorment establí diverses ambaixades del duc de Lancaster i Ricard II d'Anglaterra amb Pere el Cerimoniós en 1373, 1374 i 1377, i aquest li encarregà el 1374, novament, l'enrolament de tropes gascones i angleses per a fer cara a la invasió de Catalunya per Jaume de Mallorca, que no arribà a produir-se.